# Ian Evatt
Ian Ross Evatt (Coventry, Inglaterra, 19 de noviembre de 1981) es un exfutbolista y entrenador inglés. Es el entrenador del Bolton Wanderers desde la temporada 2020-21.
Como futbolista se desempeñó como centrocampista y luego como defensa central. Comenzó su carrera en el Derby County y jugó además por el Northampton Town, Chesterfield, Queens Park Rangers y el Blackpool.
Luego de su retiro en 2018, comenzó su carrera como entrenador en el Chesterfield, donde asumió como entrenador interino. Ese mismo año dirigió al Barrow de la National League, club donde consiguió el ascenso a la League Two en la temporada 2019-20. A comienzos de la temporada 2020-21, Evatt fue contratado por el Bolton Wanderers.

## Estadísticas

### Como jugador
Referencia:
| Derby County Inglaterra                                                                     |               |               |     |    |    |   |    |    |    |     |     |    |
| 1.ª                                                                                         | 2000-01       | 1             | 0   | 0  | 0  | 0 | 0  | 0  | 0  | 1   | 0   |    |
| Northampton Town Inglaterra                                                                 |               |               |     |    |    |   |    |    |    |     |     |    |
| 3.ª                                                                                         | 2001-02       | 11            | 0   | -  | -  | 2 | 0  | 0  | 0  | 13  | 0   |    |
| Total club                                                                                  | Total club    | 11            | 0   | 0  | 0  | 2 | 0  | 0  | 0  | 13  | 0   |    |
| Derby County Inglaterra                                                                     |               |               |     |    |    |   |    |    |    |     |     |    |
| 1.ª                                                                                         | 2001-02       | 3             | 0   | -  | -  | - | -  | 0  | 0  | 3   | 0   |    |
| 2.ª                                                                                         | 2002-03       | 30            | 0   | 1  | 0  | 2 | 1  | 0  | 0  | 33  | 1   |    |
| Total club                                                                                  | Total club    | 34            | 0   | 1  | 0  | 2 | 1  | 0  | 0  | 37  | 1   |    |
| Chesterfield Inglaterra                                                                     |               |               |     |    |    |   |    |    |    |     |     |    |
| 3.ª                                                                                         | 2003-04       | 43            | 5   | 1  | 1  | 1 | 0  | 2  | 0  | 47  | 6   |    |
| 3.ª                                                                                         | 2004-05       | 41            | 4   | 1  | 0  | 1 | 0  | 0  | 0  | 43  | 4   |    |
| Queens Park Rangers Inglaterra                                                              |               |               |     |    |    |   |    |    |    |     |     |    |
| 2.ª                                                                                         | 2005-06       | 27            | 0   | -  | -  | 1 | 0  | 0  | 0  | 28  | 0   |    |
| Total club                                                                                  | Total club    | 27            | 0   | 0  | 0  | 1 | 0  | 0  | 0  | 28  | 0   |    |
| Blackpool Inglaterra                                                                        |               |               |     |    |    |   |    |    |    |     |     |    |
| 3.ª                                                                                         | 2006-07       | 44            | 0   | 5  | 1  | 1 | 0  | 0  | 0  | 54  | 1   |    |
| 2.ª                                                                                         | 2007-08       | 29            | 0   | 1  | 0  | 2 | 0  | 0  | 0  | 32  | 0   |    |
| 2.ª                                                                                         | 2008-09       | 33            | 1   | 1  | 0  | 1 | 0  | 0  | 0  | 35  | 1   |    |
| 2.ª                                                                                         | 2009-10       | 36            | 4   | 1  | 0  | 1 | 0  | 3  | 0  | 41  | 4   |    |
| 1.ª                                                                                         | 2010-11       | 38            | 1   | 0  | 0  | 0 | 0  | 0  | 0  | 38  | 1   |    |
| 2.ª                                                                                         | 2011-12       | 39            | 3   | 0  | 0  | 0 | 0  | 3  | 0  | 42  | 3   |    |
| 2.ª                                                                                         | 2012-13       | 12            | 0   | 0  | 0  | 1 | 0  | 0  | 0  | 13  | 0   |    |
| Total club                                                                                  | Total club    | 231           | 9   | 8  | 1  | 6 | 0  | 6  | 0  | 251 | 10  |    |
| Chesterfield Inglaterra                                                                     |               |               |     |    |    |   |    |    |    |     |     |    |
| 4.ª                                                                                         | 2013-14       | 34            | 1   | 2  | 0  | 0 | 0  | 6  | 1  | 42  | 2   |    |
| 3.ª                                                                                         | 2014-15       | 39            | 1   | 1  | 0  | 1 | 0  | 2  | 0  | 43  | 1   |    |
| 3.ª                                                                                         | 2015-16       | 23            | 1   | 3  | 0  | 1 | 0  | 0  | 0  | 27  | 1   |    |
| 3.ª                                                                                         | 2016-17       | 31            | 1   | 2  | 0  | 1 | 0  | 5  | 0  | 39  | 1   |    |
| 4.ª                                                                                         | 2017-18       | 21            | 0   | 1  | 0  | 0 | 0  | 2  | 0  | 24  | 0   |    |
| Total club                                                                                  | Total club    | 232           | 13  | 11 | 1  | 5 | 0  | 17 | 1  | 265 | 15  |    |
| Total carrera                                                                               | Total carrera | Total carrera | 534 | 22 | 20 | 2 | 16 | 1  | 23 | 1   | 594 | 26 |
| (1) Incluye datos de los playoffs de promoción (2) Incluye datos del Football League Trophy |               |               |     |    |    |   |    |    |    |     |     |    |

### Como entrenador
| Club             | País       | Año           | Partidos dirigidos | Partidos ganados | Partidos empatados | Partidos perdidos | Efectividad |
| ---------------- | ---------- | ------------- | ------------------ | ---------------- | ------------------ | ----------------- | ----------- |
| Chesterfield     | Inglaterra | 2018          | 3                  | 1                | 0                  | 2                 | 33.3%       |
| Barrow           | Inglaterra | 2018-2020     | 89                 | 40               | 21                 | 28                | 52.8%       |
| Bolton Wanderers | Inglaterra | 2020-presente | 84                 | 39               | 16                 | 29                | 52.8%       |
| Total            | Total      | 2018-presente | 176                | 80               | 37                 | 59                | 52.5%       |

## Palmarés

### Como jugador

#### Títulos nacionales
| Título     | Club         | País       | Año     |
| ---------- | ------------ | ---------- | ------- |
| League Two | Chesterfield | Inglaterra | 2013-14 |

### Como entrenador

#### Títulos nacionales
| Título          | Club   | País       | Año     |
| --------------- | ------ | ---------- | ------- |
| National League | Barrow | Inglaterra | 2019-20 |